# Danh sách CD của Trung tâm Thúy Nga thập niên 2020
Đây là danh sách CD của Trung tâm Thúy Nga thập niên 2020. Lưu ý rằng trong thập niên này, có nhiều album phi vật lý được phát hành nhưng vẫn được đánh mã TNCD. Những album chỉ phát hành dưới dạng phi vật lý được in nghiêng.

## Danh sách

### 2020
| Mã TNCD | Tên CD                    | Nghệ sĩ     | Số bài hát | Danh sách bài hát |
| ------- | ------------------------- | ----------- | ---------- | --- |
| 619     | Cho Ta Lại Gần Nhau       | Nhiều ca sĩ | 11         | Trích từ Paris By Night 129 1. Không Lạc Loài (Võ Hoài Phúc) - Hoàng Mỹ An, Don Hồ, Thiên Tôn, Ngọc Anh, Quỳnh Vi 2. Mị Châu Ta Vì Ai (Hùng Quân) - Khải Đăng, Diễm Sương 3. Mình Yêu Nhau Từ Kiếp Nào (Tăng Nhật Tuệ) - Nguyễn Hồng Nhung 4. Cho Ta Lại Gần Nhau (Hoài An) - Trịnh Lam, Quỳnh Vi 5. Là Gì Giữa Chúng Ta (Huỳnh Quốc Huy) - Minh Tuyết 6. Hoa Lệ (Hoàng An Lâm) - Don Hồ 7. Rừng Xưa Đã Khép (Trịnh Công Sơn) - Mai Tiến Dũng, Bạch Công Khanh 8. Hãy Sống Theo Những Gì Con Muốn (Lê Quang, Hà Quang Minh) - Bằng Kiều, Beckham 9. LK Ngày Em Đi, Góc Phố Rêu Xanh (Nhật Trung) - Loan Châu, Lương Tùng Quang, Đăng Vinh 10. Lãnh Cung (Hamlet Trương) - Như Loan, Như Ý 11. LK The Uptight - Tuấn Ngọc, Khánh Hà, Thúy Anh, Lưu Bích                                                                              |
| 620     | Khóc Một Cuộc Tình        | Nhiều ca sĩ | 10         | Trích từ Paris By Night 129 1. Gửi Người Cùng Xóm (Đài Phương Trang) - Trường Vũ 2. Về Quê Ngoại (Hàn Châu) - Ngọc Ngữ, Tuấn Quỳnh 3. Tình Chàng Ý Thiếp (Y Vân) - Hoàng Nhung, Châu Ngọc Hà 4. Tiếng Ca Đó Về Đâu (Châu Kỳ, Nguyễn Tiến Thịnh) - Chế Linh 5. Khóc Một Cuộc Tình (Song Ngọc) - Đan Nguyên 6. Tân Cổ Đà Lạt Hoàng Hôn, Thương Về Miền Đất Lạnh (Minh Kỳ, Dạ Cầm, Mạnh Quỳnh) - Mạnh Quỳnh, Hương Thủy 7. Sầu Ngăn Cách (Hamlet Trương) - Băng Tâm 8. Tình Mẹ Cửu Long (Tùng Châu, Vũ Thanh) - Phi Nhung, Hồ Văn Cường 9. Nhớ (Châu Kỳ) - Hạ Vy, Mai Thiên Vân 10. Tình Sử Huyền Trân (Vũ Thanh) - Hà Thanh Xuân |
| 621     | Trong Giấc Mơ Em          | Nhiều ca sĩ | 10         | Trích từ Paris By Night 129 1. LK Nữ Ca: Kỷ Niệm, Tuổi Ngọc, Tuổi Mộng Mơ, Tuổi Thần Tiên (Phạm Duy) - Thái Hiền, Thái Thảo 2. LK Bản Tình Cuối, Một Cõi Tình Phai, Tinh Vẫn Còn Đây, Cần Thiết, Mưa Trên Cuộc Tình Tôi (Ngô Thụy Miên) - Lam Anh, Đình Bảo 3. Trong Giấc Mơ Em (Trường Sa) - Trần Thái Hòa 4. Rưng Rưng Lệ (Vũ Thành An) - Thanh Hà 5. Hai Chữ Yêu Thương, Một Chữ Chờ (Mai Xuân Thứ) - Thiên Tôn, Lam Anh 6. Yêu Bằng Hạnh Phúc Cuối (Võ Hoài Phúc, Trần Quí Thanh) - Ngọc Anh 7. Dáng Lụa Cung Tơ (Đức Trí) - Hoàng Anh Khang 8. Cung Sầu Gia Thọ (Thái Thịnh) - Như Quỳnh 9. LK Vùng Lá Me Bay (Anh Việt Thanh), Dấu Chân Kỷ Niệm (Thúc Đăng) - Thanh Tuyền, Như Quỳnh, Phi Nhung, Hạ Vy, Hương Thủy, Mai Thiên Vân 10. Mưa Sài Gòn, Mưa Hà Nội (Phạm Đình Chương, Hoàng Anh Tuấn) - Ý Lan, Đình Bảo, Khái Đăng |
| 622     | Bài Ca Kỷ Niệm            | Nhiều ca sĩ | 9          | Trích từ Paris By Night 130 1. Bài Ca Kỷ Niệm (Tú Nhi) - Trường Vũ, Như Quỳnh 2. Đêm Tóc Rối (Hàn Châu) - Hương Lan 3. LK Dìu Người Tôi Yêu: Người Ngoài Phố (Anh Việt Thu), Nửa Đêm Ngoài Phố (Trúc Phương), Phố Đêm (Tâm Anh) - Bằng Kiều, Quang Lê, Đan Nguyên 4. Em Ơi, Nếu Đừng Dang Dở (Hoài Linh) - Thanh Tuyền 5. LK Căn Nhà Màu Tím (Hoài Linh), Bài Ca Của Nàng (Hoài Linh, Tấn An) - Mạnh Quỳnh, Phi Nhung 6. Đoạn Cuối Tình Yêu (Tú Nhi) - Đan Nguyên 7. Nếu Em Đã Theo Anh Về (Tuấn Hải) - Quang Lê, Mai Thiên Vân 8. Nếu Anh Đừng Hẹn (Lê Dinh) - Băng Tâm 9. Bồng Bềnh Con Nước (Đức Trí) - Hạ Vy, Mai Thiên Vân |
| 623     | Cuốn Theo Chiều Gió       | Nhiều ca sĩ | 9          | Trích từ Paris By Night 130 1. Mầu Thời Gian (Phạm Duy, Đoàn Phú Tứ) - Thái Hiền 2. Muôn Đời Chỉ Yêu Người Thôi (Song Ngọc) - Thiên Tôn 3. Yêu (Trần Thiện Thanh) - Trần Thái Hòa 4. Cuốn Theo Chiều Gió (Anh Việt Thu) - Hoàng Oanh 5. Khúc Thụy Du (Anh Bằng, Du Tử Lê) - Ngọc Anh 6. Khi (Vũ Tuấn Đức) - Ý Lan 7. Hà Nội Ngày Tháng Cũ (Song Ngọc) - Thiên Tôn 8. Có Phải Người Dưng (Mai Xuân Thứ) - Bằng Kiều 9. Giữ Đời Cho Nhau (Từ Công Phụng, Du Tử Lê) - Đình Bảo |
| 624     | Trả Anh Về Với Người Sau  | Nhiều ca sĩ | 8          | Trích từ Paris By Night 130 1. Đúng Hay Sai (Hoài An) - Lam Anh 2. Trả Anh Về Với Người Sau (Hùng Quân) - Minh Tuyết 3. LK Tình Khúc Buồn (Ngô Thụy Miên), Phiến Đá Sầu (Diệu Hương), Trái Tim Ngục Tù (Đức Huy) - Don Hồ 4. Em Nghĩ Em Là Ai (Huỳnh Quốc Huy) - Lưu Bích, Trịnh Lam 5. Mộc (Võ Hoài Phúc) - Như Ý 6. Hình Nhân Cỏ (Hamlet Trương) - Hà Thanh Xuân 7. Đồng Sàng Dị Mộng (Hamlet Trương) - Quỳnh Vi 8. Mười Năm Tình Cũ (Trần Quảng Nam) - Nguyễn Hưng, Kỳ Duyên |
| 625     | Đừng Là Một Thoáng Mê Say | Nhiều ca sĩ | 8          | Trích từ Paris By Night 130 1. Đừng Là Một Thoáng Mê Say (Tùng Châu, Thái Thịnh) - Như Quỳnh, Hương Thủy 2. Em Ơi Tình Ơi (Hùng Quân) - Hoàng Anh Khang 3. Yêu Thôi, Chỉ Yêu Thôi (Hùng Quân) - Hoàng Mỹ An 4. Dáng Hồng (Dương Khắc Linh, Hoàng Huy Long, PP Nguyễn) - Lương Tùng Quang 5. Chẳng Cần Ai, Chỉ Cần Anh (Rhymastic) - Tóc Tiên 6. Be Glamorous (Hoàng Huy Long) - Như Loan, Diễm Sưong 7. Một Mình (Hamlet Trương) - Bạch Công Khanh 8. Nỗi Buồn Con Gái (Nhật Ngân) - Diễm Sương, Lam Anh, Quỳnh Vi, Hoàng Mỹ An, Hương Thủy, Băng Tâm, Ngọc Anh, Minh Tuyết, Như Ý, Hà Thanh Xuân, Hạ Vy, Như Loan |

### 2021
| Mã TNCD | Tên CD           | Nghệ sĩ     | Số bài hát | Danh sách bài hát |
| ------- | ---------------- | ----------- | ---------- | --- |
| 629     | Xuân Hy Vọng     | Nhiều ca sĩ | 13         | Trích từ Paris By Night 131 1. Ngày Xuân Mới (Bảo Chấn) - Như Ý 2. Xuân Hy Vọng (Bon Nguyễn) - Bon Nguyễn, Khải Đăng 3. Tết Này Có Về Không? (Nguyễn Văn Chung) - Myra Trần 4. Về (TG9X Thái Dương) - Đình Bảo 5. Khúc Ca An Bình (Trần Quang Lộc) - Ngọc Anh 6. Điệp Khúc Thanh Bình (Văn Phụng) - Diễm Sương 7. Nếu Xuân Này Vắng Anh (Bảo Thu) - Phương Loan 8. Vui Đời Nghệ Sĩ (Văn Phụng) - Don Hồ 9. Mùa Xuân Yêu Em (Phạm Duy, Đỗ Quý Toàn) - Thái Hiền 10. Tìm Xuân (Hamlet Trương) - Quỳnh Vi 11. Hoa Xuân (Phạm Duy) - Ngọc Hương 12. Tiếc (Lam Phương) - Hương Lan, Anh Dũng 13. Đoản Ca Xuân (Thanh Sơn) - Hoàng Mỹ An                                             |
| 630     | Xuân Ước Nguyện  | Nhiều ca sĩ | 12         | Trích từ Paris By Night 131 1. Xuân Mộng (Lam Phương) - Như Quỳnh 2. Cánh Thiệp Đầu Xuân (Minh Kỳ, Lê Dinh) - Hoàng Oanh 3. Tôi Chưa Có Mùa Xuân (Châu Kỳ) - Trường Vũ 4. Xuân Ước Nguyện (Tùng Châu, Thái Thịnh) - Băng Tâm 5. LK Nghĩ Chuyện Ngày Xuân, Chuyện Ngày Cuối Năm (Song Ngọc) - Tuấn Phước, Tuấn Vũ 6. Câu Chuyện Đầu Năm (Hoài An) - Châu Ngọc Hà 7. Hoa Đào Thương Nhớ (Song Ngọc) - Mạnh Quỳnh 8. Hỏi Nàng Xuân (Vinh Sử, Cô Pượng) - Phương Yến Linh 9. Nhớ Về Một Mùa Xuân (Trần Trịnh) - Ngọc Ngữ 10. Xuân Đến Con Về (Châu Kỳ) - Như Quỳnh, Tuấn Phước 11. Đầu Năm Đi Lễ (Ngọc Sơn) - Ngọc Huyền 12. Mùa Xuân Không Còn Nữa (Lam Phương) - Phương Hồng Quế |
| 631     | Nước Mắt Mùa Thu | Lệ Thu      | 7          | Chi tiết |

### 2022
| Mã TNCD | Tên CD              | Nghệ sĩ     | Số bài hát | Danh sách bài hát |
| ------- | ------------------- | ----------- | ---------- | --- |
| 627     | Người Phụ Tình Tôi  | Như Quỳnh   | 10         | Chi tiết 1. Mùa Chia Tay (Duy Khánh) 2. Tâm Sự Với Anh (Hoàng Trang) 3. Nỗi Buồn Gác Trọ (Mạnh Phát, Hoài Linh) 4. Chờ Đông (Ngân Giang) 5. Người Phụ Tình Tôi (Thái Thịnh) - Như Quỳnh, Trường Vũ 6. Nhớ Nhau Hoài (Anh Việt Thu, Thiên Hà) 7. Em Về Với Người (Mặc Thế Nhân) 8. Trăng Về Thôn Dã (Hoài An, Huyền Linh) 9. LK Tình Chàng Ý Thiếp, Xa Vắng (Y Vân) 10. Buồn Làm Chi Em Ơi (Nguyễn Minh Cường) |
| 632     | Xuân Ca             | Nhiều ca sĩ | 13         | Trích từ Paris By Night 132 1. Xuân Hồi Sinh (Hamlet Trương) - Myra Trần 2. LK Xuân Này Con Không Về, Mùa Xuân Của Mẹ (Trịnh Lâm Ngân) - Hoàng Oanh, Giao Linh 3. Mùa Xuân Trong Thư Em (Viễn Chinh) - Đan Nguyên 4. Sắc Xuân Việt (Ngô Minh Tài) - Hoàng Mỹ An 5. Em Về Thấy Mùa Xuân (Thanh Sơn) - Như Quỳnh 6. Mùa Xuân Em Đi Lễ Chùa (Kiều Tấn Minh, Mặc Giang) - Hương Thủy 7. Xuân Và Tuổi Trẻ (La Hối, Thế Lữ) - Ý Lan 8. Em Đã Thấy Mùa Xuân Chưa (Quốc Dũng) - Thiên Tôn 9. Xuân Ca (Phạm Duy) - Quỳnh Vi, Hoàng Nhung 10. Đám Cưới Đầu Xuân (Trần Thiện Thanh) - Ngọc Ngữ, Châu Ngọc Hà 11. Mùa Xuân Đầu Tiên (Tuấn Khanh) - Phương Hồng Quế, Phương Hồng Ngọc 12. Anh Ơi, Xuân Đã Đến Rồi (Đài Phương Trang) - Tâm Đoan 13. Tân Cổ Giao Duyên Xuân Trên Đất Khách (Quốc Dũng, Ngọc Huyền) - Thanh Tuyền, Ngọc Huyền |
| 633     | Mẹ Về Thiên Thu     | Nhiều ca sĩ | 8          | Trích từ Paris By Night 132 1. Mẹ Về Thiên Thu (Tùng Châu, Thái Thịnh) - Quỳnh Trang, Phạm Thiêng Ngân, Phạm Tuyết Nhung 2. Lý Con Sáo Bạc Liêu (Phan Ni Tấn) - Mạnh Quỳnh, Phi Nhung 3. Ngày Sau Sẽ Ra Sao (Vân Tùng) - Quang Lê 4. LK Nói Với Người Tình (Thăng Long, Trúc Sơn), Người Tình (Phương Kim) - Tuấn Phước, Phương Yến Linh 5. Thuyền Hoa (Phạm Thế Mỹ) - Như Quỳnh, Trường Vũ 6. Chiều Sân Ga (Sông Trà) - Băng Tâm 7. Hai Ơi, Đừng Qua Sông (Ngô Minh Tài) - Phi Nhung 8. Vọng Cổ Sao Bậu Nỡ Đành (Chí Tâm) - Chí Tâm |
| 634     | Mặt Trời Và Hoa     | Nhiều ca sĩ | 11         | Trích từ Paris By Night 132 1. Con Đường Tình Ta Đi (Phạm Duy) - Tuấn Ngọc 2. Đừng Xa Nhau (Phạm Duy) - Bằng Kiều 3. Yêu Em Giữa Đời Quên Lãng (Trường Sa) - Ngọc Anh 4. Yêu Và Mơ (Văn Phụng) - Quỳnh Vi, Lam Anh, Diễm Sương, Như Ý, Hoàng Mỹ An, Châu Ngọc Hà, Hoàng Nhung, Hương Thủy, Băng Tâm, Tâm Đoan, Ngọc Anh, Phương Yến Linh 5. Đêm Xuân (Phạm Duy) - Trần Thái Hòa 6. Mặt Trời Và Hoa (Ngô Minh Tài) - Đình Bảo, Lam Anh 7. Qua Đi Ngày Tháng Cũ (Võ Hoài Phúc) - Lâm Thúy Vân 8. Những Ngày Sài Gòn (Hoài An, Lâm Xuân Thi) - Nguyễn Hồng Nhung 9. Tháng Năm Vô Tình (Thái Thịnh) - Như Ý 10. Cô Bé Áo Dài (Chí Tài) - Phương Loan, Don Hồ 11. Thề Non Hẹn Biển (Đài Phương Trang) - Lương Tùng Quang, Diễm Sương                                                                                                |
| 636     | Nụ Cười Anh Còn Mãi | Phương Loan | 10         | Chi tiết 1. Anh Ở Đâu? (Chí Tài) 2. Trăm Nhớ Ngàn Thương (Lam Phương) 3. Đường Xưa (Quốc Dũng, Nguyễn Đức Cường) - Phương Loan, Don Hồ 4. Nếu Xa Nhau (Đức Huy) - Phương Loan, Don Hồ 5. Nếu Xuân Này Vắng Anh (Bảo Thu) PBN 131 6. Yêu Và Mơ (Văn Phụng) 7. Cơn Mưa Phùn (Đức Huy) 8. Cô Bé Áo Dài (Chí Tài) - Don Hồ 9. Nụ Cười Anh Còn Mãi (Hamlet Trương) - Phương Loan, Don Hồ 10. Cô Bé Áo Dài (Chí Tài) - Phương Loan, Don Hồ PBN 132 |

### 2023
| Mã TNCD | Tên CD                                                      | Nghệ sĩ                | Số bài hát | Danh sách bài hát |
| ------- | ----------------------------------------------------------- | ---------------------- | ---------- | --- |
| 637     | Tình Ca Song Ngọc - Thiệp Hồng Anh Viết Tên Em              | Ngọc Ngữ, Châu Ngọc Hà | 12         | Chi tiết 1. Kỷ Niệm Ngày Nhập Ngũ - Ngọc Ngữ 2. Thư Đô Thị - Ngọc Ngữ, Châu Ngọc Hà 3. Tình Yêu Đơn Phương (Hàn Sinh) - Châu Ngọc Hà 4. Kỷ Niệm Một Mùa Hè (Hàn Sinh) - Ngọc Ngữ, Châu Ngọc Hà 5. Một Chuyến Bay Đêm (Song Ngọc, Hoài Linh) - Ngọc Ngữ 6. Mưa Trên Giàn Bông Giấy - Châu Ngọc Hà 7. Thiệp Hồng Anh Viết Tên Em (Song Ngọc, Hoài Linh) - Ngọc Ngữ, Châu Ngọc Hà 8. Nó Và Tôi (Song Ngọc, Vọng Châu) - Ngọc Ngữ 9. Chiều Thương Đô Thị (Song Ngọc, Hoài Linh) - Ngọc Ngữ, Châu Ngọc Hà 10. Tình Người Chinh Phụ - Châu Ngọc Hà 11. Một Ngày Tàn Chiến Tranh - Ngọc Ngữ, Châu Ngọc Hà 12. Áo Trắng Cài Hoa - Châu Ngọc Hà |
| 638     | Duyên Chúng Ta Cạn Rồi                                      | Nhiều ca sĩ            | 9          | Trích từ Paris By Night 133 1. Một Đêm Nữa (Nguyễn Anh Vũ) - Hoàng Mỹ An, Myra Trần 2. Đến Lúc Dừng Lại (Nguyễn Tùng) - Minh Tuyết 3. Sao Phải Yêu? (Hoài An) - Trịnh Lam, Nguyễn Hồng Nhung 4. Bước Chân Người Tình (Hamlet Trương) - Don Hồ, Lâm Thúy Vân 5. Định Nghĩa Tình Yêu (Phương Uyên) - Quỳnh Vi, Kỳ Phương Uyên 6. Duyên Chúng Ta Cạn Rồi (Thái Thịnh) - Nguyễn Hưng, Lưu Bích 7. Cho Anh Đi Đôi Hôm (Hoàng Huy Long) - Như Loan, Như Ý 8. Con Đường Phía Trước (Võ Hoài Phúc) - Don Hồ, Lương Tùng Quang 9. Hình Ảnh Người Em Không Đợi (Hoàng Thi Thơ) - Nguyễn Hồng Nhung, Minh Tuyết, Quỳnh Vi, Lam Anh, Như Loan, Phương Yến Linh, Hạ Vy, Hoàng Mỹ An, Hương Thủy, Kỳ Phương Uyên, Châu Ngọc Hà, Băng Tâm |
| 639     | Đời Là Cát, Bụi Là Ta                                       | Nhiều ca sĩ            | 12         | Trích từ Paris By Night 133 1. Đời Là Cát, Bụi Là Ta (Thái Kiệt) - Trường Vũ 2. Chuyện Đêm Mưa (Hoài Linh, Nguyễn Hiền) - Châu Ngọc Hà, Phương Yến Linh 3. Say (Lam Phương) - Đan Nguyên 4. Hàn Mặc Tử (Trần Thiện Thanh) - Hoàng Oanh, Tâm Đoan 5. LK Mưa Buồn Tỉnh Lẻ, Đêm Buồn Tỉnh Lẻ (Tú Nhi, Bằng Giang) - Ngọc Ngữ, Tuấn Phước 6. Mời Lên Hái Đoá Hoa Rừng (Hoàng Thi Thơ) - Hương Thủy 7. Chuyện Một Người Đi (Trần Thiện Thanh) - Tuấn Vũ, Phương Hồng Quế 8. Bài Ca Dao Đầu Đời (Quoc Dũng, Thanh Sơn) - Hương Lan, Băng Tâm 9. LK Xuân Này Con Không Về, Thư Xuân Trên Rừng Cao (Trịnh Lâm Ngân) - Giang Tử, Quang Lê 10. Bóng Hồng Việt Nam (Hoàng Thi Thơ) - Hạ Vy 11. Thung Lũng Chim Bay (Nhạc: Việt Dzũng, thơ: Hoàng Ngọc Ẩn) - Phương Hồng Ngọc, Phương Loan 12. Tân Cổ Giao Duyên: Kiếp Tằm Của Mẹ (Lời: Mạnh Quỳnh) - Mạnh Quỳnh, Phi Nhung, Phạm Tuyết Nhung |
| 640     | Một Người Chẳng Cần Một Người                               | Nhiều ca sĩ            | 9          | Trích từ Paris By Night 133 1. Một Người Chẳng Cần Một Người (Tiến Nguyễn) - Bằng Kiều, Lam Anh 2. LK Như Cánh Vạc Bay, Ướt Mi (Trịnh Công Sơn) - Tuấn Ngọc, Khánh Hà 3. Ngọn Nến (Phú Quang) - Quang Dũng, Ngọc Anh 4. Nguyệt Cầm (Cung Tiến) - Đình Bảo, Thiên Tôn 5. Hạnh Phúc Lả Lơi (Ngọc Trọng) - Ý Lan 6. Biển Cả Và Em (Ngô Minh Tài) - Như Quỳnh 7. Bông Hồng Cài Áo (Ý thơ: Nhất Hạnh, Nhac: Phạm Thế Mỹ) - Gerard Williams, Thanh Tuyền 8. Đưa Em Qua Cánh Đồng Vàng (Hoàng Thi Thơ) - Trần Thái Hòa, Ngọc Hạ 9. Nơi Mình Gọi Là Nhà (Phương Uyên) - Thanh Hà, Phương Uyên |
| 641     | Nghi Ngờ Tình Yêu                                           | Nhiều ca sĩ            | 10         | Trích từ Paris By Night 134 1. Time To Move On (Nguyễn Tùng) - Tóc Tiên 2. All I Want Is You (Hoàng Huy Long) - Hoàng Mỹ An 3. Rồi Cũng Sẽ Qua (Huỳnh Quốc Huy) - Myra Trần 4. Nghi Ngờ Tình Yêu (Đông Thiên Đức) - Bằng Kiều, Minh Tuyết 5. Thương Một Người Quá Lâu (Trần Lê Quỳnh) - Trịnh Lam, Như Ý 6. Tình Là Gì (Tùng Châu, Lê Hựu Hà) - Như Loan, Kỳ Phương Uyên 7. Tình Khúc Muộn Màng (Nguyễn Tùng) - Lương Tùng Quang, Hà Thanh Xuân 8. You Are Mine (Gin) - Don Hồ 9. Chỉ Cần Ta Ở Bên Nhau (Tiến Nguyễn) - Nguyễn Hưng 10. Cánh Hồng Phai (Dương Khắc Linh, Hoàng Huy Long) - Hoàng Mỹ An, Như Loan, Kỳ Phương Uyên, Thanh Hà, Như Ý, Hương Thủy, Băng Tâm, Hà Thanh Xuân, Ngọc Anh, Nguyễn Hồng Nhung, Minh Tuyết, Lam Anh |
| 642     | Duyên Có Nợ Không                                           | Nhiều ca sĩ            | 11         | Trích từ Paris By Night 134 1. LK Thương Hận (Tú Nhi, Hồ Đình Phương), Túy Ca (Châu Kỳ, Trương Minh Dũng) - Đan Nguyên, Mạnh Quỳnh 2. Người Bạn Tình Xưa (Anh Việt Thu) - Quang Lê, Ngọc Hạ 3. LK Đôi Mắt Người Xưa (Ngân Giang), Anh Đi Mùa Cưới (Vũ Lai) - Tuấn Phước, Phương Yến Linh 4. Duyên Có Nợ Không (Chí Tài) - Như Quỳnh, Trường Vũ 5. Anh Ngủ Thêm Đi (Hamlet Trương, Nồng Nàn Phố) - Tâm Đoan 6. Đoạn Buồn Đã Qua (Thái Thịnh) - Ngọc Ngữ, Châu Ngọc Hà 7. Em Về Kẻo Mưa (Ngân Giang) - Đan Nguyên, Băng Tâm 8. LK Em Sắp Về Chưa (Châu Kỳ, Tô Kiều Ngân), Chiều Hạ Vàng (Nguyễn Bá Nghiêm) - Phương Hồng Quế, Thanh Tuyền 9. Trả Tôi Về (Mặc Thế Nhân) - Hoàng Oanh 10. Cách Xa (Song Ngọc, Nguyễn Bính) - Hương Lan, Thái Châu 11. Hội Trăng Ngày Mùa (Tùng Châu, Hồng Thiên Phúc) - Như Quỳnh, Hương Thủy                                                         |
| 643     | Lạc Mất Vầng Trăng                                          | Nhiều ca sĩ            | 11         | Trích từ Paris By Night 134 1. LK Lang Thang, Gửi Một Tình Yêu, Muộn (Phú Quang) - Ngọc Anh, Trần Thái Hòa 2. Buồn Ơi Chào Mi (Nguyễn Ánh 9) - Tuấn Ngọc, Thanh Hà 3. Như Một Lời Chia Tay (Trịnh Công Sơn) - Ý Lan, Đình Bảo 4. Điệu Buồn Dang Dở (Hoàng Thi Thơ) - Nguyễn Hồng Nhung 5. Bài Tango Cho Em (Lê Dinh, Tây Phố) - Quang Dũng 6. Ai Nhớ Chăng Ai (Hoàng Thi Thơ) - Họa Mi, Sơn Ca 7. Cha Là Tất Cả (Nhật Trung) - Thiên Tôn, Hoàng Nhung 8. Lạc Mất Vầng Trăng (Tùng Châu, Hồng Thiên Phúc) - Khánh Hà, Lam Anh 9. LK Ngày Vui Qua Mau (Nhật Ngân), Tình Đến Không Ngờ (Nguyễn Văn Hạnh, Trần Bội Anh) - Lâm Thúy Vân, Phương Loan 10. Quy Nhơn Mênh Mang Niềm Nhớ (Ngô Tín, Xuân Thi) - Dương Triệu Vũ 11. Hơn Một Lời Cảm Ơn (Ngô Minh Tài) - Hợp Ca |
| 644     | Chuyện Em Tôi                                               | Nhiều ca sĩ            | 9          | Trích từ Paris By Night Tiếu Vương Hội 1. Dĩ Vãng, Hôm Nay, Ngày Mai (Hoài An) - Như Ý 2. Một Người Đi Xa (Trúc Phương) - Ngọc Ngữ 3. Mai Anh Đi Rồi (Bằng Giang) - Châu Ngọc Hà 4. Cũng Một Chữ Tình (Mạnh Quỳnh) - Mạnh Quỳnh 5. Chuyện Em Tôi (Ngô Minh Tài) - Bằng Kiều 6. Tình Yêu Đến Trong Giã Từ (Nguyễn Ánh 9) - Hoàng Mỹ An 7. Anh Là Ai (Phương Uyên) - Thanh Hà 8. Anh Buồn Em Thương (Thanh Phong, Nguyễn Đào Nguyễn) - Đan Nguyên, Băng Tâm 9. Tình Hậu Phương (Minh Kỳ) - Trường Vũ, Như Quỳnh |
| 645     | Trên Ngọn Tình Sầu - Tình Khúc Từ Công Phụng - Volume 1     | Nhiều ca sĩ            | 9          | Trích từ Paris By Night 135 1. Một Góc Đời Phôi Pha - Đình Bảo, Hồ Hoàng Yến 2. Từ Khúc - Ngọc Anh, Trần Thái Hòa 3. Tuổi Xa Người - Bằng Kiều, Trần Thu Hà 4. Bây Giờ Tháng Mấy - Tuấn Ngọc, Thái Hiền 5. Ngồi Bên Nhau - Từ Công Phụng, Ý Lan 6. Mắt Em Buồn (thơ: Linh Vũ) - Thiên Tôn, Vasa Diệu Nga 7. Nằm Nghe Em Hát Trên Vùng Biển (thơ: Kim Tuấn) - Lam Anh, Myra Trần 8. Trên Ngọn Tình Sầu (thơ: Du Tử Lê) - Từ Công Phụng, Trần Thái Hòa, Ngọc Hạ, Đình Bảo, Lam Anh 9. Giữ Đời Cho Nhau (thơ: Du Tử Lê) - Hợp ca |
| 646     | Mưa Trên Ngày Tháng Đó - Tình Khúc Từ Công Phụng - Volume 2 | Nhiều ca sĩ            | 11         | Trích từ Paris By Night 135 1. Lời Cuối - Tuấn Ngọc 2. Mưa Trên Ngày Tháng Đó - Ngọc Anh 3. Như Ngọn Buồn Rơi - Thái Hiền 4. Bài Cho Em - Thiên Tôn 5. Rời Nhau - Bùi Lan Hương 6. Mòn Mỏi - Trần Thái Hòa 7. Mắt Lệ Cho Người - Ý Lan 8. Lời Của Thành Phố - Trần Thu Hà 9. Kiếp Dã Tràng - Hồ Hoàng Yến 10. Tình Tự Mùa Xuân - Ngọc Hạ 11. Xứ Thâm Trầm (thơ: Đông Duy) - Anh Dũng |
| 647     | Bên Kia Đời Quạnh Quẽ - Tình Khúc Từ Công Phụng - Volume 3  | Nhiều ca sĩ            | 11         | Trích từ Paris By Night 135 1. Như Chiếc Que Diêm - Lam Anh 2. Bên Kia Đời Quạnh Quẽ - Bằng Kiều 3. Mùa Xuân Trên Đỉnh Bình Yên - Bùi Lan Hương 4. Yêu Người (Từ Công Phụng, Hạ Đỏ Bích Phượng) - Myra Trần 5. Giọt Lệ Cho Ngàn Sau - Tuấn Ngọc 6. Đời Bỗng Phù Du - Trần Thu Hà 7. Bây Giờ Tháng Mấy 2 - Từ Công Phụng 8. Mùa Thu Mây Ngàn - Như Quỳnh 9. Đêm Không Cùng - Đình Bảo 10. Trên Tháng Ngày Đã Qua - Như Ý 11. Vào Mưa - Vasa Diệu Nga |

### 2024
| Mã TNCD | Tên CD                       | Nghệ sĩ     | Số bài hát | Danh sách bài hát |
| ------- | ---------------------------- | ----------- | ---------- | --- |
| 626     | Một Đời Cho Âm Nhạc - Vol. 1 | Thanh Tuyền | 10         | Trích từ Liveshow Thanh Tuyền - Một Đời Cho Âm Nhạc |
| 628     | Một Đời Cho Âm Nhạc - Vol. 2 | Thanh Tuyền | 8          | Trích từ Liveshow Thanh Tuyền - Một Đời Cho Âm Nhạc |
| 648     | Thương - Không Tiếc Chi      | Nhiều ca sĩ | 10         | Trích từ Paris By Night 136 1. Thương (Hồ Tiến Đạt) - Tuấn Ngọc & Bằng Kiều 2. Không Nhìn Nhau Lần Cuối (Lê Uyên Phương) - Lê Uyên 3. LK Lời Yêu Cuối (Lam Phương) & Con Quỳ Lạy Chúa Trên Chời (Phạm Duy, thơ: Nhất Tuấn) - Trần Thái Hòa & Hương Giang 4. LK Màu Hoa Thiên Lý (Hoàng Thi Thơ) - Hoạ Mi & Biết Đâu Tìm (Hoàng Thi Thơ) - Hương Lan 5. LK Tình Quê Hương (Việt Lang), Qua Cơn Mê (Trịnh Lâm Ngân), Cho Lần Cuối (Lê Uyên Phương) - Sơn Ca, Hương Lan, Họa Mi 6. Dù Ngàn Năm Nữa (Võ Hoài Phúc) - Nguyễn Hồng Nhung 7. LK Chuyện Như Chưa Bắt Đầu, Cứ Ngỡ, Sợ Yêu (Hoàng Nhã) - Bằng Kiều & Thanh Hà 8. Không Tiếc Chi (Thái Thịnh) - Don Hồ & Hồ Hoàng Yến 9. Rồi Đây Anh Sẽ Đưa Em Về Nhà (Phạm Duy) - Hà Trần & Thiên Tôn 10. Gửi Cha Lời Tha Thiết (Thái Thịnh) - Hoài Lâm |
| 649     | Hận Tình - Về Với Cát Bụi    | Nhiều ca sĩ | 12         | Trích từ Paris By Night 136 1. Về Với Cát Bụi (Minh Kỳ) - Quang Lê & Ngọc Ngữ 2. Hận Tình (Anh Bằng) - Đan Nguyên 3. Người Tình Không Đến (Ngân Giang) - Hà Thanh Xuân & Châu Ngọc Hà 4. Biết Yêu (Dương Đề, Ánh Hoa) - Hoàng Nhung & Tuấn Phước 5. LK Cánh Hoa Rừng (Nhật Ngân, Tùng Châu) & Chiều Lên Bản Thượng (Lê Dinh) - Quỳnh Trang, Phạm Tuyết Nhung, Phạm Thiêng Ngân 6. LK Duyên Quê & Rước Tình Về Với Quê Hương (Hoàng Thi Thơ) - Như Quỳnh 7. LK Lời Ru Tiếng Nhớ (Anh Việt Thu) - Quang Lê & Nhớ Nhau Hoài (Anh Việt Thu) - Ngọc Hạ 8. LK Giờ Xa Lắm Rồi (Song Ngọc) - Băng Tâm & Một Phút Suy Tư (Vân Tùng) - Tâm Đoan 9. LK Trăm Mến Nghìn Thương (Hoài Linh) & Rừng Xưa (Lam Phương) - Phương Dung & Phương Hồng Quế 10. Những Chuyến Xe Trong Cuộc Đời (Hoài Linh) - Trường Vũ & Hạ Vy 11. Nửa Đêm Ngoài Phố (Trúc Phương) - Elvis Phương 12. Tình Người Kiếp Rắn (Ngọc Huyền) - Ngọc Huyền & Hương Thủy |
| 650     | Ánh Sáng Nhiệm Màu           | Nhiều ca sĩ | 9          | Trích từ Paris By Night 136 1. Ánh Sáng Nhiệm Mầu (Nguyễn Tùng) - Minh Tuyết & Ngọc Anh 2. Không Anh Thì Ai (Ngọc Dolil) - Như Loan, Quỳnh Vi, Diễm Sương, Kỳ Phương Uyên 3. I'm In Love (LV: Thái Thịnh) - Lưu Bích 4. Touch By Touch (LV: Thái Thịnh) - Lynda Trang Đài 5. Hư Vô (Vũ Quốc Việt) - Nguyễn Hưng 6. LK Yêu Không Hối Tiếc & Rồi Cũng Sẽ Quên (Hamlet Trương) - Lương Tùng Quang & Như Ý 7. Say Đắm Là Sai Lắm (Hùng Quân) - Bạch Công Khanh & Myra Trần 8. LK Người Cho Em Biết Cô Đơn & Xin Dành Trọn Cho Em (Tùng Châu, Thái Thịnh) - Trúc Linh, Trúc Lam, Như Loan, Hồ Lệ Thu, Quỳnh Vi, Diễm Sương, Kỳ Phương Uyên 9. LK Như Vẫn Còn Đây (Phúc Trường), Gục Ngã (Phúc Trường), Angel (Hoài An) - Mai Tiến Dũng & Tóc Tiên |